# Escuela de Medicina Albert Einstein
La Escuela de Medicina Albert Einstein (Albert Einstein College of Medicine en inglés) es una escuela de medicina privada ubicada en Bronx, en la ciudad de Nueva York. Einstein operó como la facultad de medicina de la Universidad Yeshiva hasta el 2015, año en el que se independizó. Es ahora una institución independiente que forma parte del sistema integrado de atención médica Montefiore Health System, el cual provee servicios médicos a 1.2 millones de residentes de la ciudad de Nueva York. 
Einstein ocupa el puesto 13 entre las mejores facultades de medicina de EE. UU. por el éxito de sus egresados en medicina académica e investigación biomédica, y es séptima entre las universidades de EE. UU. en financiación del NIH por investigador. Einstein ofrece un programa de M.D., dos programas de Ph.D. en ciencias biomédicas y en investigación clínica y dos títulos de maestría en ciencias. El MSTP, programa que combina el doctorado profesional en medicina (M.D.) y el doctorado en ciencias biomédicas (Ph.D.), es uno de los programas más antiguos y prestigiosos de su tipo. 
La escuela lleva el nombre del físico y humanitario de renombre mundial Albert Einstein, quién accedió a que su nombre fuera adjuntado a la facultad dado que la escuela "daría la bienvenida a estudiantes de todos los credos y razas". 